# Kynsikangas
Kynsikangas är en ås i Finland. Den ligger i Kumo i landskapet Satakunta, i den sydvästra delen av landet, 190 km nordväst om huvudstaden Helsingfors.